# Vättlefjäll
Vättlefjäll este o arie protejată (arie de protecție specială avifaunistică — SPA) din Suedia întinsă pe o suprafață de 1.632 ha, integral pe uscat.

## Localizare
Centrul sitului Vättlefjäll este situat la coordonatele 57°50′02″N 12°05′20″E / 57.8339°N 12.0889°E.

## Înființare
Situl Vättlefjäll a fost declarat arie de protecție specială avifaunistică în martie 1996 pentru a proteja 8 specii de animale.

## Biodiversitate
Situată în ecoregiunea boreală, aria protejată nu include niciun habitat protejat.
La baza desemnării sitului se află mai multe specii protejate de  păsări (8): minunița (Aegolius funereus), caprimulg (Caprimulgus europaeus), ciocănitoare neagră (Dryocopus martius), cufundar polar (Gavia arctica), ciuvică (Glaucidium passerinum), ciocârlie de pădure (Lullula arborea), cocoșul de mesteacăn (Tetrao tetrix tetrix),  cocoș de munte (Tetrao urogallus).